# Чех, Григорий Андронович
Григорий Андронович Чех (6 ноября 1907, Самара — 18 марта 1978, Москва) — командир 315-го гвардейского истребительно-противотанкового артиллерийского полка 27-й армии 3-го Украинского фронта, гвардии подполковник. Герой Советского Союза.

## Биография
Родился 6 ноября 1907 года в селе Мелюшки ныне Хорольского района Полтавской области. В 1910 году семья Чехов переехала в посёлок Чилиговый Зуевской волости Бузулукского уезда Самарской губернии (ныне сельское поселение Зуевка Нефтегорского района Самарской области). Член ВКП(б)/КПСС с 1931 года.
В 1929 году призван в ряды Красной Армии Утёвским райвоенкоматом (ныне Нефтегорского района Самарской области). В 1930 году окончил школу младших командиров, в 1934 году — Высшую артиллерийскую школу. Участник боёв у озера Хасан в 1938 году. В боях Великой Отечественной войны с 1941 года. Воевал на Юго-Западном, Центральном, 1-м, 2-м и 3-м Украинских фронтах. Был трижды ранен.
Особенно отличились гвардейцы во время боёв за Днепр и освобождение Киева осенью 1943 года. Тогда полк был награждён орденом Красного Знамени, ему присвоили почётное наименование «Киевский». В боях за Житомир Г. А. Чех был ранен. Но вскоре командир снова возвратился в свою часть и командовал ею во время освобождения Умани, Могилёва-Подольского и других городов.
В марте 1944 года полк Г. А. Чеха вышел на государственную границу СССР. Беспощадно громили врага гвардейцы и на территории Румынии и Венгрии. Во время боя в районе Тыргул—Фрумос на территории Румынии артиллеристы Г. А. Чеха уничтожили пятнадцать танков и до трёхсот солдат и офицеров противника. Враг отступил. Самые тяжёлые бои пришлось вести воинам с 8 по 15 марта 1945 года в районе озера Веленце на территории Венгрии. Как только начало светать, разведчики сообщили, что в ущельях у озера противник сосредоточил значительные силы. Артиллеристы за несколько минут заняли огневые позиции. Противники бросили в контратаку пехоту и танки. Когда вражеские машины приблизились к позициям артиллеристов на расстояние нескольких сот метров, гвардии подполковник Г. А. Чех приказал открыть огонь. Ударили залпом, прицельно. Вспыхнул один танк, затем ещё два, но лавина бронированных чудовищ, набирая скорость, двигалась вперёд. Всё чаще били орудия, заряжающие едва успевали подносить снаряды. Долго продолжался этот бой. И наши артиллеристы выстояли. На поле пылало около двух десятков вражеских танков. За отличные боевые действия полку присвоено почётное наименование «Корсунский». Он был награждён орденами Красного Знамени и Богдана Хмельницкого.
Указом Президиума Верховного Совета СССР от 28 апреля 1945 года за образцовое командование полком при освобождении Румынии и Венгрии и проявленные при этом личное мужество и героизм гвардии подполковнику Чеху Григорию Андроновичу присвоено звание Героя Советского Союза с вручением ордена Ленина и медали «Золотая Звезда».
Войну закончил в Австрии. С 1946 года подполковник Г. А. Чех — в запасе. Жил и работал в Москве. Скончался 18 марта 1978 года. Похоронен на Котляковском кладбище города Москвы.

## Награды
Награждён орденами Ленина, Красного Знамени, Суворова 3-й степени, Отечественной войны 1-й степени, двумя орденами Красной Звезды, медалями.